# Aissata Camara
Pour les articles homonymes, voir Camara.
Aissata Camara est une comptable, gestionnaire et femme politique guinéenne.
Depuis le 22 janvier 2022, elle est conseillère au sein du Conseil national de la transition guinéenne dirigé par Dansa Kourouma.

## Biographie
Le 22 janvier 2022, Aissata Camara est nommée par décret membre du Conseil national de la transition en tant que représentante des partis politiques, notamment le parti FAN,,,.
Elle s'exprime en faveur du respect du quota de 30 % de représentation des femmes au CNT.